# Julián Rubio
Julián Rubio Sánchez (Montealegre del Castillo, 28 gennaio 1952) è un allenatore di calcio ed ex calciatore spagnolo, di ruolo centrocampista.

## Palmarès

### Allenatore

#### Club

##### Competizioni nazionali
- Supercoppa d'Albania: 2

Tirana: 2011, 2012
- Coppa d'Albania: 1

Tirana: 2011-2012